# Franz Gerger
Franz o Ferenc Gerger (Felsőrönök, Rönök, Vas, 4 de setembre de 1867 - Graz, 27 de març de 1937) va ser un ciclista austrohongarès, d'origen hongarès. Es va especialitzar en el ciclisme en pista, concretament en el mig fons, on va guanyar una medalla medalla de bronze al Campionat del món de 1896 per darrere dels britànics Arthur Adalbert Chase i Jack William Stocks.

## Palmarès
- 1897
  - Campió d'Europa de mig fons